# Vista Hermosa de Negrete
Vista Hermosa de Negrete es una localidad mexicana situada en el estado de Michoacán, cabecera del municipio de Vista Hermosa.

## Historia
El pueblo de Vista Hermosa se formó con las Haciendas de Buenavista y el Molino. El complemento «de Negrete» lo lleva en memoria de don José María Negrete, hacendado de la región que construyó un edificio en su Hacienda del Molino para la escuela del lugar. El municipio de Vista Hermosa se constituyó el 1 de diciembre de 1921 y en ese acto de estableció como cabecera la localidad de Vista Hermosa de Negrete.

## Geografía
La ciudad de Vista Hermosa de Negrete se encuentra aproximadamente en la ubicación 20°16′21″N 102°28′26″O / 20.27250, -102.47389, a una altitud de 1532 m s. n. m., y a una distancia de 166 km de la capital del estado. La zona urbana ocupa una superficie de 4.306 km².

## Demografía
Según los datos registrados en el censo de 2020 llevado a cabo por el Instituto Nacional de Estadística y Geografía, la población de Vista Hermosa de Negrete es de 12 434 habitantes, de los cuales 6132 son hombres y 6302 son mujeres, lo que representa un crecimiento promedio de 1.5 % anual en el período 2010-2020 sobre la base de los 10 752 habitantes registrados en el censo anterior. El 63.2 % de la población (7863 personas) tenía edades comprendidas entre los 15 y los 64 años. Es por su población la 38.ª localidad más poblada de Michoacán. Al año 2020 su densidad poblacional era de 2887 hab/km².
La población de Vista Hermosa de Negrete está mayoritariamente alfabetizada (3.70 % de personas mayores de 15 años analfabetas, según relevamiento del año 2020), con un grado de escolaridad en torno a los 8 años. El 97.5 % de los habitantes de Vista Hermosa de Negrete profesa la religión católica.
En el año 2010 estaba clasificada como una localidad de grado bajo de vulnerabilidad social. Según el relevamiento realizado, 4447 personas de 15 años o más no habían completado la educación básica —carencia conocida como rezago educativo—, y 4202 personas no disponían de acceso a la salud.

### Población de Vista Hermosa 1921-2020
| Gráfica de evolución demográfica de Vista Hermosa de Negrete entre 1900 y 2020                    |
|                                                                                                   |
| Población de los censos del Instituto Nacional de Estadística y Geografía (INEGI) de 1910 a 2020. |

## Economía
Las principales actividades económicas de la población son la agricultura, el comercio, la industria metalúrgica y la elaboración de productos lácteos.

## Ecosistemas
Domina el matorral con huizache, mimosa, nopal y mezquite. Su fauna la conforma el zorrillo, comadreja, liebre, tlacuache, pato y carpa.

## Monumentos históricos
- Hacienda Buenavista (actual Presidencia municipal)
- Hacienda El Molino
- Los Trojes
- Capilla del Señor del Perdón
- Capilla del Refugio